# Hombori
Hombori is een gemeente (commune) in de regio Mopti in Mali. De gemeente telt 23.100 inwoners (2009).
Zie Hombori op een satellietfoto hier.